# George Moscone
George Richard Moscone, född 24 november 1929 i San Francisco, död 27 november 1978 i San Francisco, var en amerikansk demokratisk politiker, mest känd som borgmästare i San Francisco från januari 1976 fram till sin död 1978. 
Moscone mördades av San Francisco-politikern Dan White, som tidigare sagt upp sig från sitt arbete i stadshuset. Även politikern Harvey Milk mördades av White samma dag. 
Moscone var majoritetsledare i Kaliforniens senat från 1967 fram till att han tillträdde som borgmästare.